# マウンテン・スタジオ
マウンテン・スタジオ (Mountain Studios) は、スイス、モントルーのモントルー・カジノ内に以前存在した録音スタジオ。現在はアタランに位置する。
1978年から1995年にかけて、ロックバンド、クイーンが所有していたことで知られる。その後は、クイーンの長年のプロデューサーを務めたデヴィッド・リチャーズが所有した。アメリカ人のヴォーカリスト、テリー・コルで有名なイギリスのロックバンド、ヘヴン&アースは、1996年にシングル「ヴィクトム・オブ・ラヴ」をレコーディングした。2013年には、マーキュリー・フェニックス・トラストによって「クイーン・スタジオ・エクスペリエンス」の展示がスタートした。

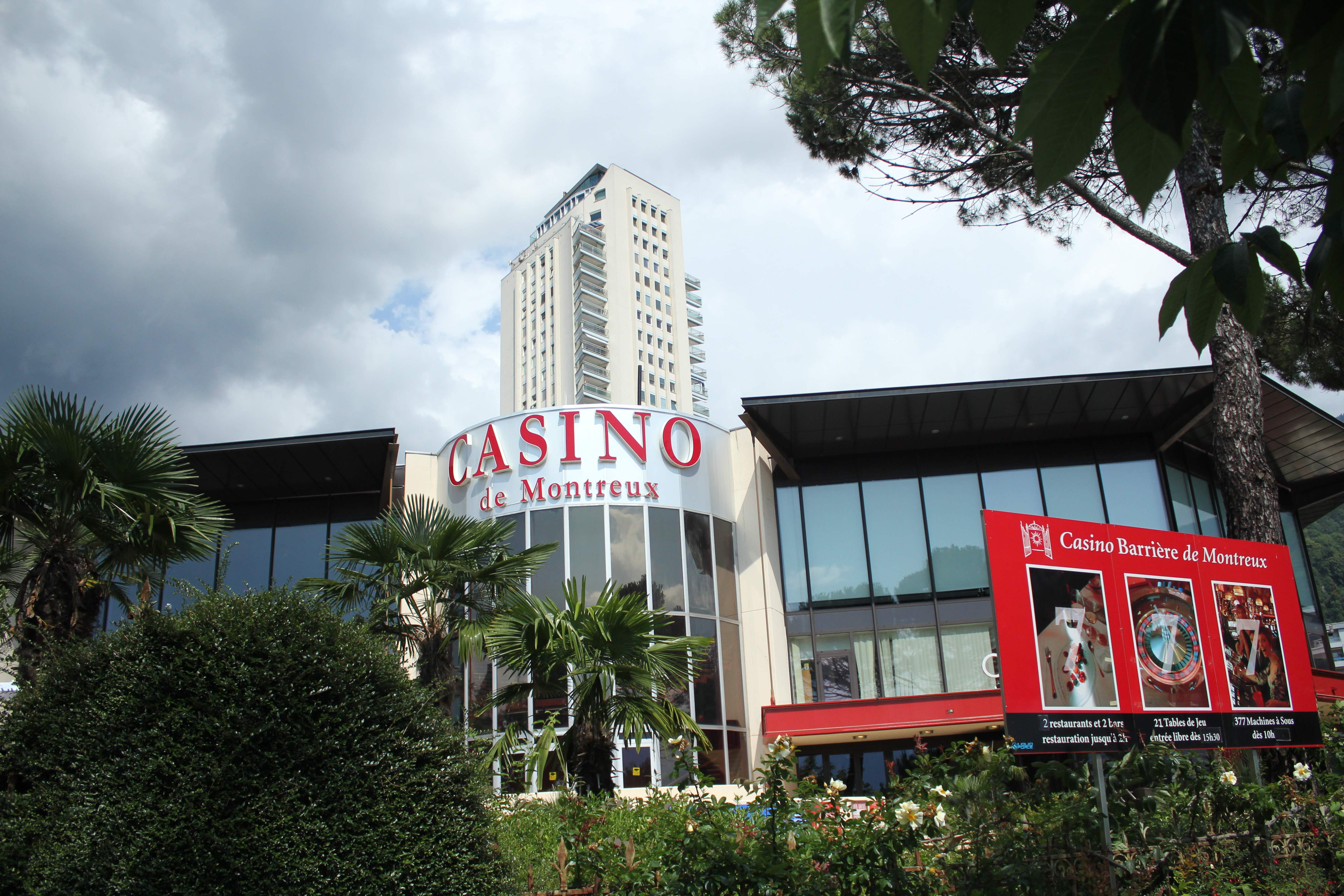
カジノ外観（2014年）

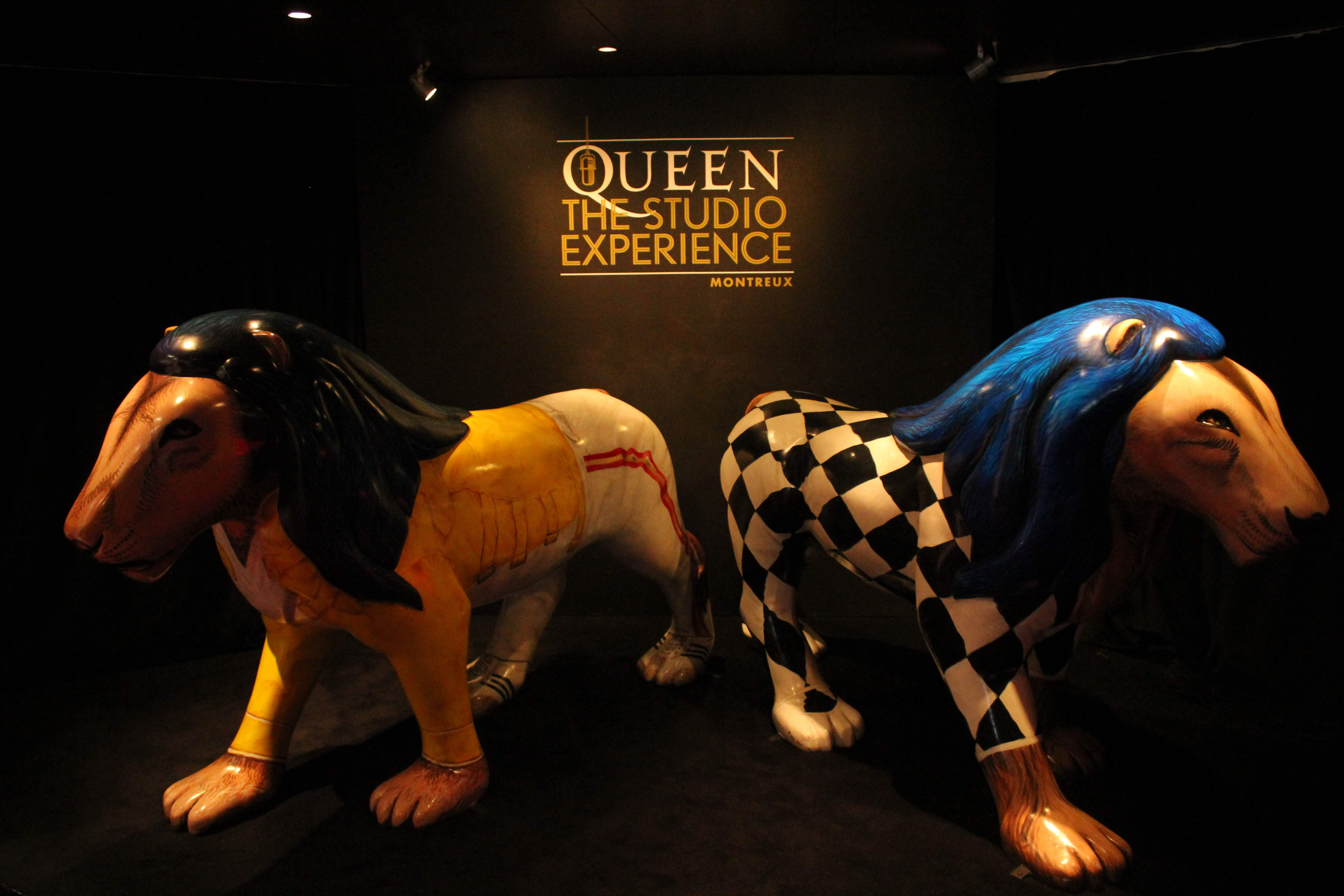
クイーン・スタジオ・エクスペリエンスの入り口（2014年）

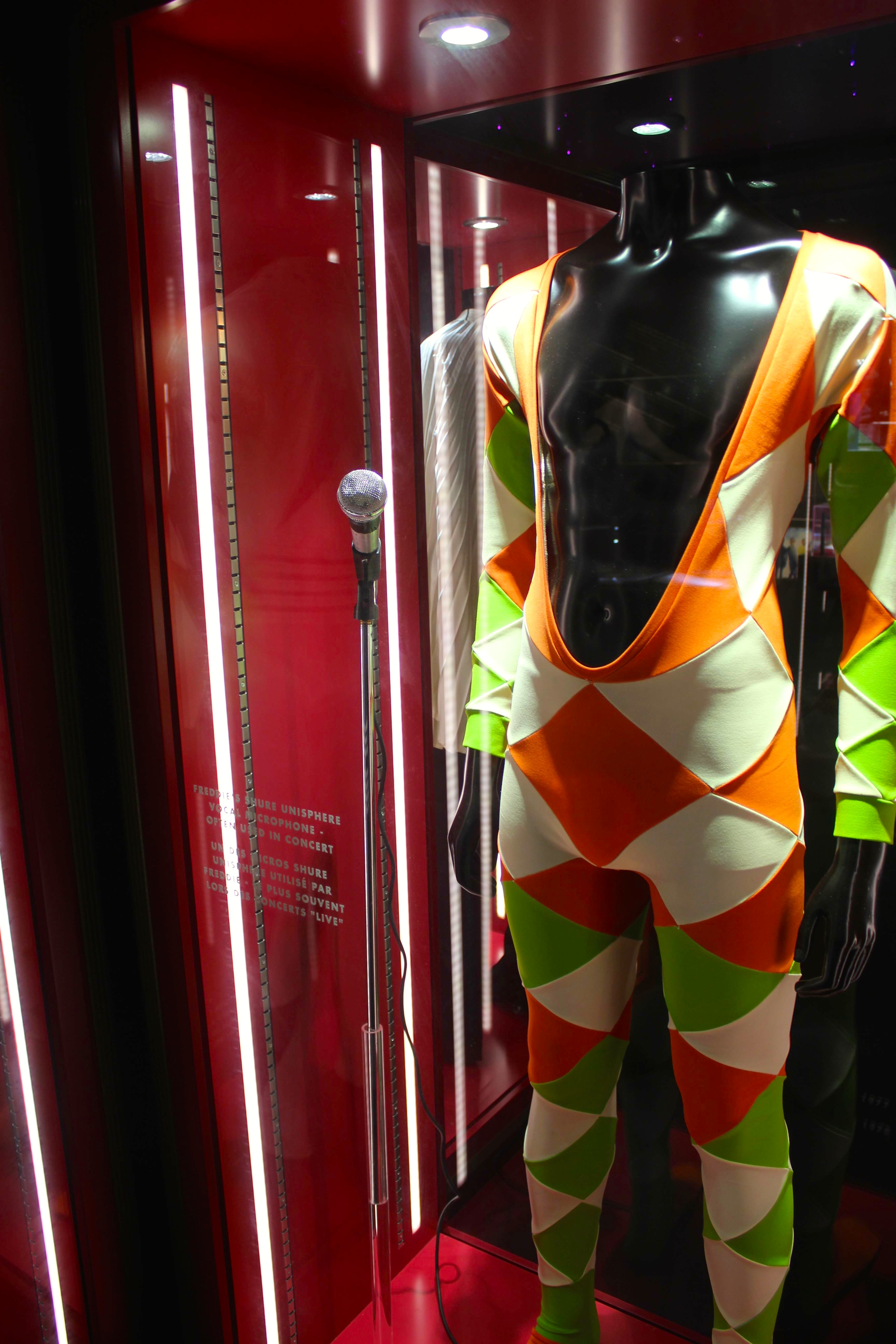
クイーン・スタジオ・エクスペリエンス（2014年）

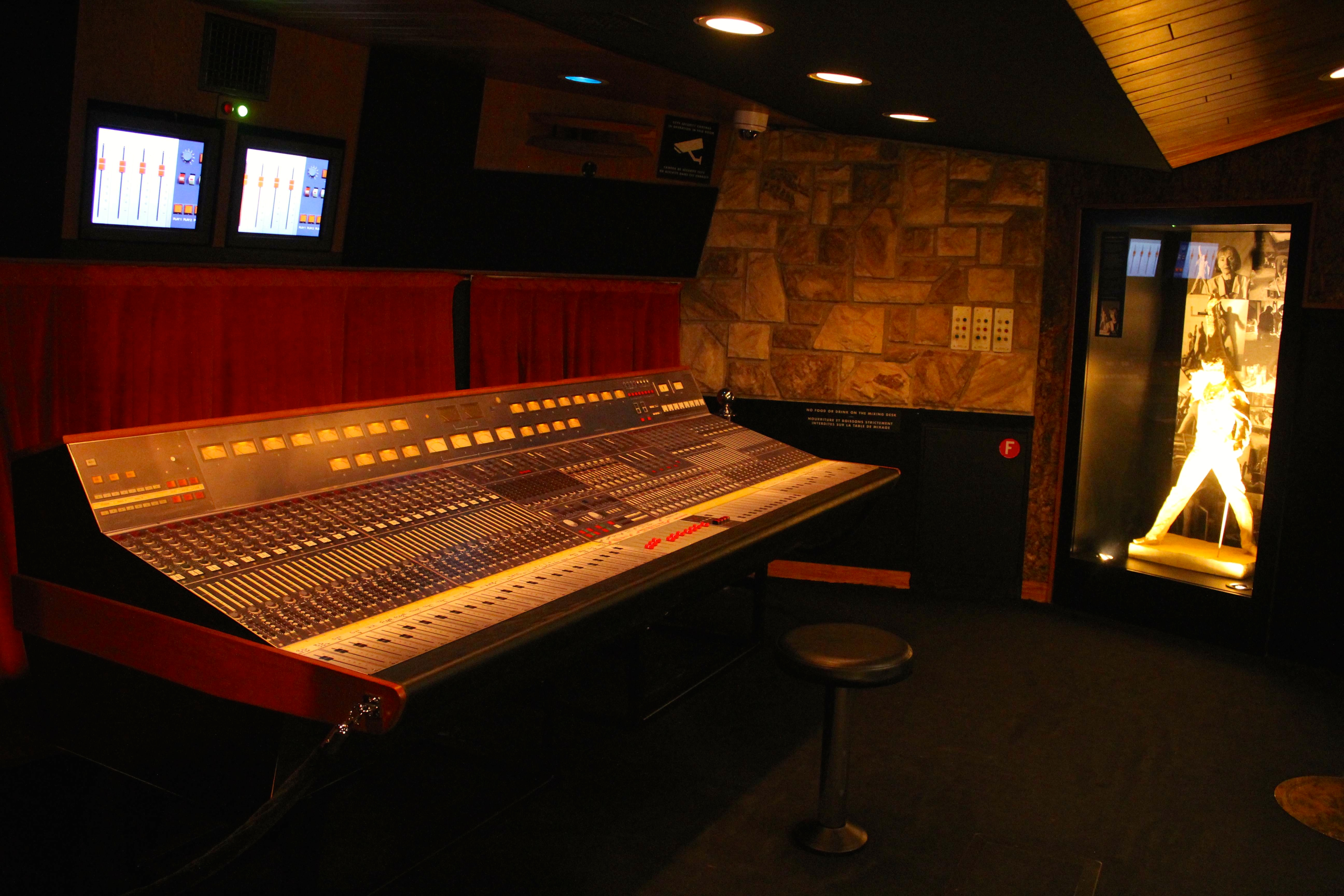
クイーン・スタジオ・エクスペリエンス（2014年）

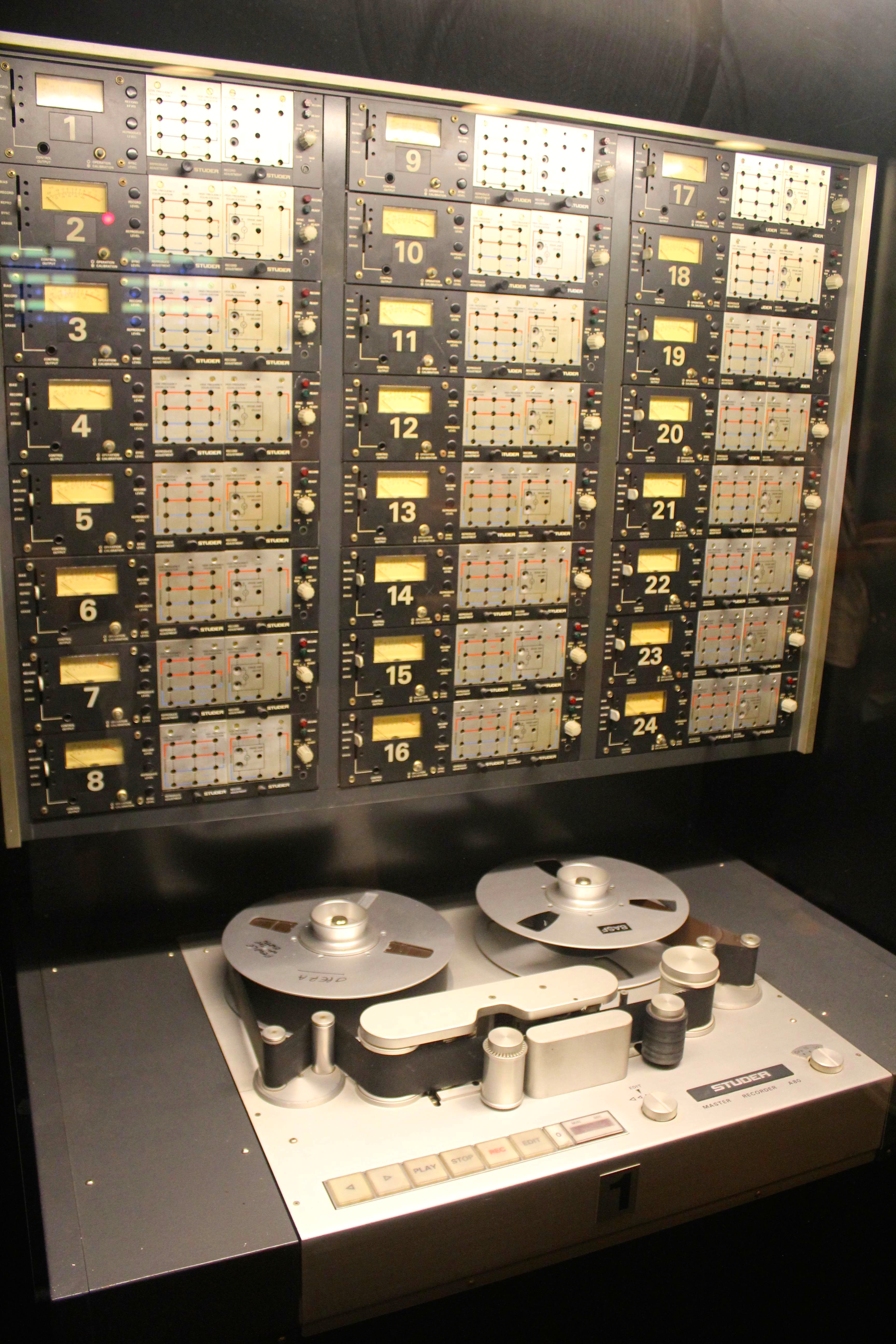
クイーン・スタジオ・エクスペリエンス（2014年）

## 収録アルバム
- モンティ・アレキサンダー
  - モントゥルー・アレキサンダー・ライヴ! (1976年)
- クイーン
  - ジャズ (1978)
  - ホット・スペース (1982)
  - カインド・オブ・マジック (1986)
  - ザ・ミラクル (1989)
  - イニュエンドウ (1991)
  - メイド・イン・ヘヴン (1995)
- ブライアン・メイ
  - バック・トゥ・ザ・ライト〜光にむかって〜 (1992)
- フレディ・マーキュリー & モンセラート・カバリェ
  - バルセロナ (1988)
- ロジャー・テイラー
  - ファン・イン・スペース (1981)
  - ストレンジ・フロンティア (1984)
- ザ・クロス
  - 夢の大陸横断 (1988)
  - マッド・バッド・ロックンローラー (1990)
- AC/DC
  - フライ・オン・ザ・ウォール (1985)
- デヴィッド・ボウイ
  - 英雄夢語り (1977)
  - ロジャー (1979)
  - トゥナイト (1984)
  - ネヴァー・レット・ミー・ダウン (1987)
  - ティン・マシーン (1989)
  - ブラック・タイ・ホワイト・ノイズ (1993)
  - 郊外のブッダ (1993)
  - アウトサイド (1995)
- イギー・ポップ
  - ブラー・ブラー・ブラー (1986)
- クリス・レア
  - ウォーター・サイン (1983)
  - ワイヤード・トゥ・ザ・ムーン (1984)
  - シャムロック・ダイアリーズ (1985)
  - オン・ザ・ビーチ (1986)
- ローリング・ストーンズ
  - ブラック・アンド・ブルー (1976)
- イエス
  - 究極 (1977)
- リック・ウェイクマン
  - 罪なる舞踏 (1977)
- マグナム
  - ヴィジランテ (1986)
- スモーキー
  - ザ・モントルー・アルバム (1978)
- ステイタス・クォー
  - 1+9+8+2 (1982)

## 関連項目

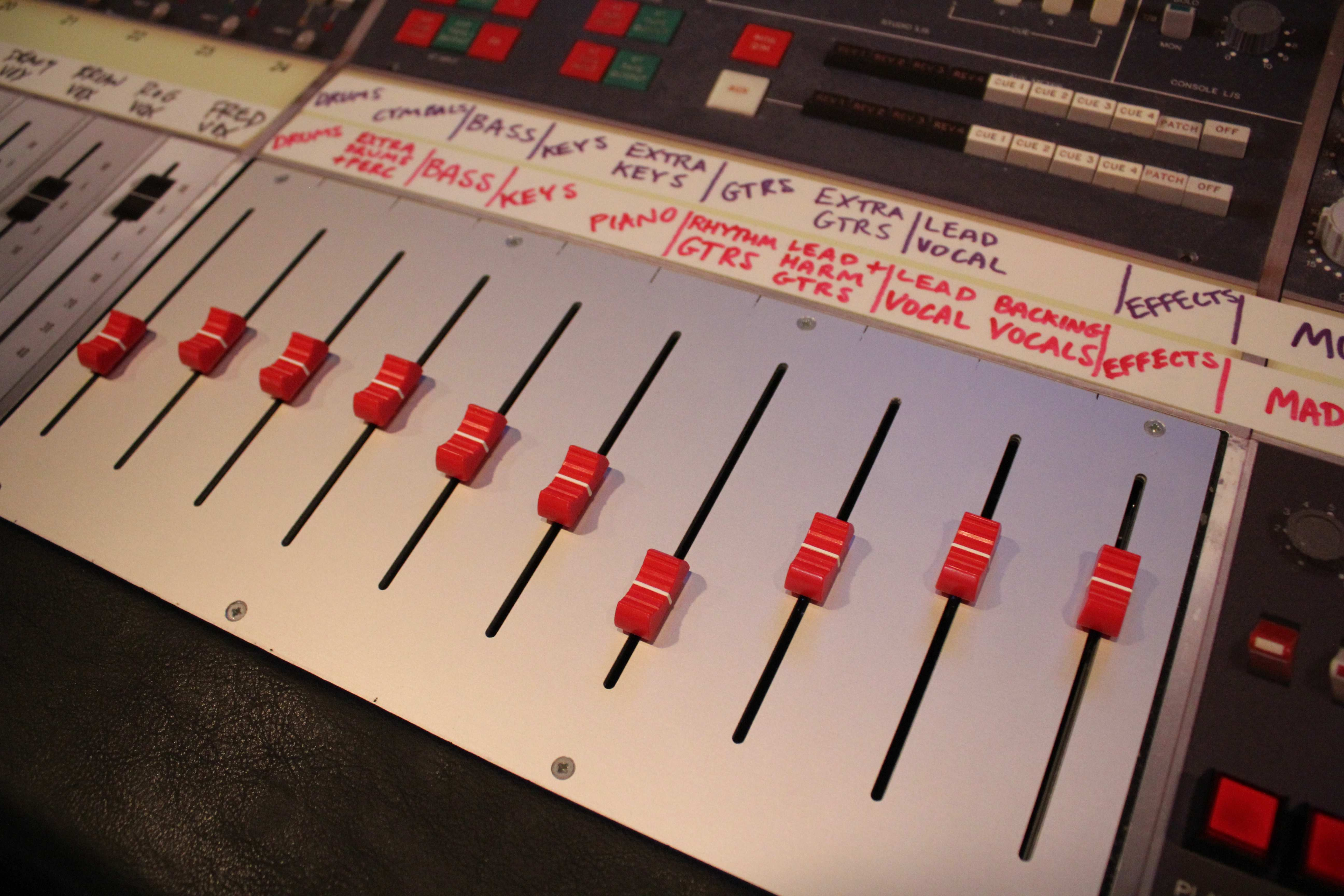
クイーン・スタジオ・エクスペリエンス（2014年）